# Henry Kent Hewitt
Henry Kent Hewitt (Hackensack, 11 febbraio 1887 – Middlebury, 15 settembre 1972) è stato un ammiraglio statunitense.
Attivo durante la seconda guerra mondiale, comandò le forze anfibie dell'Atlantic Fleet e poi l'United States Eighth Fleet nel teatro del mar Mediterraneo, giocando ruoli di rilievo in molte importanti operazioni di sbarco nel teatro europeo-africano come l'operazione Torch, lo sbarco in Sicilia, lo sbarco a Salerno e l'operazione Dragoon. Nel dopoguerra fu rappresentante della United States Navy presso il comitato militare delle Nazioni Unite.

## Biografia
Nato ad Hackensack in New Jersey, durante gli studi al locale liceo vinse un concorso nel 1903 per l'accesso alla United States Naval Academy di Annapolis, diplomandosi quattro anni più tardi e uscendone con il grado di guardiamarina. Il suo primo imbarco fu a bordo della nave da battaglia USS Missouri, con cui prese parte dal dicembre 1907 al febbraio 1909 alla crociera di circumnavigazione del globo della "Great White Fleet". Dopo aver insegnato matematica alla Naval Academy, Hewitt ottenne nel novembre 1916 il suo primo comando, quello del panfilo USS Eagle che diresse durante le operazioni dell'occupazione statunitense della Repubblica Dominicana. Dopo l'entrata degli Stati Uniti nella prima guerra mondiale Hewitt ottenne il comando del cacciatorpediniere USS Cummings, con il quale prese parte alle operazioni nel teatro bellico dell'oceano Atlantico scortando i convogli navali da e per l'Europa; per il suo servizio durante la guerra fu decorato con l'onorificenza della Navy Cross.
Dopo la guerra Hewitt passò a comandare il cacciatorpediniere USS Ludlow, ma più tardi nel 1919 tornò alla Naval Accademy di Annapolis con l'incarico di insegnante del dipartimento di ingegneria elettrica e fisica. Tra il 1921 e il 1923 fu ufficiale di artiglieria a bordo della nave da battaglia USS Pennsylvania, per poi svolgere incarichi a terra presso il Dipartimento della Marina; tra il 1926 e il 1927 svolse incarichi di stato maggiore presso il comando della flotta da battaglia. Dopo aver completato nel 1929 due anni di studio al Naval War College di Newport, tra il 1930 e il 1931 servì nello staff di quest'ultimo mentre, tra il 1933 e il 1936, diresse il dipartimento di matematica dell'accademia di Annapolis. Nel 1936 Hewitt passò al comando dell'incrociatore pesante USS Indianapolis guidando anche, dal 1937, la Cruiser Scouting Force dell'Atlantic Fleet.
Dopo l'inizio della seconda guerra mondiale, nel 1940 Hewitt, raggiunto il grado di contrammiraglio, fu impegnato nelle missioni della "Neutrality Patrol" come comandante della Cruiser Division Eight dell'Atlantic Fleet, scortando i convogli nelle acque dell'oceano Atlantico e assicurando il rispetto dell'iniziale periodo di neutralità degli Stati Uniti. Dopo l'entrata in guerra del paese nel dicembre 1941, Hewitt continuò a servire nell'Atlantico venendo nominato, dall'aprile 1942, comandante delle forze anfibie dell'Atlantic Fleet; in questa veste Hewitt diresse le principali operazioni di guerra anfibia statunitensi nel teatro nordafricano e del mar Mediterraneo, a iniziare nel novembre 1942 dagli sbarchi dell'operazione Torch in Marocco e Algeria. Dal marzo 1943 il comando di Hewitt fu rinominato United States Eighth Fleet e incaricato di gestire tutte le operazioni navali statunitensi nel Mediterraneo: nel luglio dello stesso anno Hewitt prese quindi parte alle operazioni dello sbarco in Sicilia, seguite in settembre dallo sbarco a Salerno. Nell'agosto 1944 infine diresse gli sbarchi dell'operazione Dragoon nel sud della Francia.
Promosso ammiraglio nell'aprile 1945, alla fine delle ostilità nell'agosto dello stesso anno Hewitt fu nominato comandante in capo delle forze navali statunitensi in Europa; prese parte anche ai lavori della commissione d'inchiesta incaricata di esaminare i fatti dell'attacco di Pearl Harbor. Il suo ultimo incarico fu, dal 1947 al 1949, quello di rappresentante della U.S. Navy presso il comitato militare delle neonate Nazioni Unite; Hewitt si congedò dal servizio nel marzo 1949 e si ritirò a vita privata, morendo il 15 settembre 1972 nella sua casa di Middlebury in Vermont all'età di 85 anni.